# Gérard Manset
Gérard Manset (Saint-Cloud, 21 de agosto de 1945) es un cantautor, pintor, fotógrafo y escritor francés, más conocido por su trabajo musical. Desde 1972, las portadas de sus álbumes muestran su nombre como simplemente Manset.

## Biografía

### Infancia, formación
Nació y pasó su infancia en los suburbios de París (Saint-Cloud, en los Hauts-de-Seine) y luego en el distrito XVI de París. Su padre era ingeniero aeronáutico y su madre violinista. Manset abandonó su bachillerato debido a una calificación reprobatoria en idioma francés.
En 1964 Manset fue el destinatario del Concours général, y se inscribió en la Escuela Nacional Superior de Artes Decorativas. En 1966, el Salón de Otoño acogió a Manset en su sección de grabado. La obra de Manset también se presentó en el Salón de París. Al mismo tiempo Manset se acercó a varias agencias de publicidad con sus dibujos, aunque sin éxito.
Manset aprendió a tocar la guitarra, pero también estaba interesado en la batería. Pidió prestado el libro de piano de su hermana, y comenzó a aprender a tocar también.

### Los primeros discos
Escribe varias canciones para otros artistas franceses y de Quebec. Al no gustarle su propia voz, Manset se percibe más como un autor y compositor que como un intérprete. Rechazado por varias discográficas, decide en 1968 de producir él mismo su primer sencillo, "Animal on est mal" :

« Un día, escribí un pequeño texto sin pensar que pudiera convertirse en canción. Lo puse con un acorde. ¡ Solo uno ! Y dejé que viniese el resto del texto. Se convirtió en "Animal on est mal", que es quizás una reacción a lo que era la canción francesa en aquella época. Un amigo director artístico se interesó por mi canción, quiso producirla... pero se marchó a América y no pudo hacerse. ¡ Pero me metió el gusanillo ! Conseguí grabar y producir los títulos del primer single : "Animal", "La femme-fusée" y otros dos más. »

La discográfica Pathé-Marconi publica el sencillo en Mayo de 68, en pleno movimiento de contestación social. En esas circunstancias poco favorables, el número de copias vendidas es mínimo. Sin embargo, el sencillo está en rotación permanente en la radio debido a la huelga radiofónica, y eso le da cierta notoriedad.
Unos cuantos meses más tarde sale su primer álbum. Algunos vieron en él una búsqueda mística (de "Je suis Dieu" a "On ne tue pas son prochain"). El disco obtiene un cierto éxito. En 1969, Manset escribe todas las letras y se encarga de los arreglos del disco Chimène de René Joly (que se encarga de la música). El título "Chimène" es un éxito durante el verano. Jeanne Mas hizo una versión de la canción en 2003 en su álbum Les Amants de Castille.
Dos años más tarde, La Mort d'Orion, un oratorio rock-sinfónico con arreglos muy elaborados, revela la originalidad de Gérard Manset. Las partes de cuerdas, muy elaboradas le dan a la grabación un cierto lirismo. Se vendieron 20'000 copias del álbum, una cifra considerable para un álbum de ese género. Se trata de uno de los primeros álbumes conceptuales franceses, siguiendo la estela de los Beatles o de Pink Floyd.
En 1972, su nueva producción titulada Manset (con la mención « Gérard » en el dorso de la portada), dará origen al « mito Manset ». Apodado de veces Long long chemin o el album blanc (en referencia a los Beatles), está compuesto por largas piezas aéreas conectadas entre ellas : "L'Oiseau de Paradis", "Donne-moi" y "Jeanne", por ejemplo, que forman la cara 2 de este álbum jamás reeditado en CD.
En aquella época, Manset es uno de los pocos autores-compositores-productores que posee su propio estudio de grabación. Allí producirá a varios artistas como William Sheller (Couleurs) o Ange (Tout feu, tout flamme).
La canción "Il voyage en solitaire", de 1975, marca un antes y después en la obra de Manset. Se venden 300'000 copias del sencillo y figura entre los grandes éxitos de su época. Ese éxito molesta al artista que no vee con buenos ojos su mediatización. Reacciona publicando el álbum Rien à raconter en 1976. La canción "Il voyage en solitaire", que obtuvo un gran éxito mediático, hizo olvidar de que estaba hecho el álbum : canciones de rock como "On sait que tu vas vite" o canciones emotivas como "Attends que le temps te vide" que resumen por sí solas el espíritu de Manset.
Ese giro toma la apariencia de una ruptura con su álbum muy eléctrico de 1978 titulado 2870. La portada es obra de Hipgnosis, la agencia de design autora de numerosas portadas como algunas de Pink Floyd. Es necesario abrir tres carpetas para encontrar el disco. El álbum ocupa un sitio muy especial en la obra de Manset. En efecto, su canción epónima "2870", de más de 14 minutos de duración, no se parece en su forma a ninguna otra canción (es difícil de hablar de canción en este caso) de su carrera. Esa pieza es sin duda una de las más rock de su discografía, tanto por sus aspectos de rock progresivo como por su sonido electro vanguardista. Más allá de esa pieza emblemática, el álbum contiene canciones de antología como "Le pont", "Un homme une femme", "Jésus", "Amis..."

### La aventura
Inspirado por sus viajes a Asia y América Latina, Manset diversifica sus expresiones artísticas : dibujos, pinturas, fotografía y literatura (apuntes de viajes y novelas).
Durante sus estancias en París graba sus álbumes : Royaume de Siam (considerado por muchos como su mejor álbum) sale en 1979 y contiene la canción "Seul et chauve", muy representativa de su primera época ; L'Atelier du crabe, que contiene el mini-éxito "Marin'bar" (canción que Manset consideró como demasiado comercial no permitiendo que fuese reeditada en CD hasta 1999) ; Le Train du soir, en 1981 ; y Comme un guerrier, en 1982. Ese año expone nuevos cuadros por primera vez en 16 años en la Casa de la Cultura de Bourges, y, tres años después en la galería Étienne de Causans, en París.
1984 marca una nueva evolución musical, prescinde de los violines y transforma su voz con diferentes efectos sonoros. Lumières (1984) y Prisonnier de l'inutile (1985) marcan esa nueva orientación. La idea de Manset era que esos dos álbumes formasen un solo álbum doble que debía llamarse Ténèbres et Lumières. La nostalgia de la infancia, la soledad, la melancolía forman la temática de esos dos álbumes importantes en la carrera de Manset.
Exponiendo sus pinturas en 1985, y sus fotografías en 1986, toma distancia con su carrera musical afirmando incluso que le gustaría ser considerado como un « cadáver ». En 1987 publica su primera novela, Royaume de Siam, y poco tiempo después un relato de un viaje por Asia, Chambres d'Asie. Los dos libros revelan una estética del viaje, una visión original sobre el exotismo y la infancia que recuerdan a Paul Gauguin.
En 1988, con la llegada del CD, Manset organiza una operación de comunicación destinada a explicar que no quiere que varios de sus álbumes sean reeditados en CD. Es la ocasión para él de modificar sus antiguas canciones con nuevas mezclas, eliminar algunas. Elimina por completo sus tres primeros álbumes. Tan solo conserva cinco discos CD que compilan más o menos fielmente el contenido de los siete álbumes publicados entre 1975 y 1982. Entre los álbumes sacrificados se encuentra La Mort d'Orion que solo será reeditado en 1996.
Gérard Manset publica en 1989 un nuevo álbum, Matrice, obra con un sonido muy roquero, realista y más sombría que nunca : « D'une époque à vomir, l'histoire dira ce qu'il faut retenir… » ("De una época vomitiva, la historia dirá lo que hay que retener..."). Recibe elogios por parte de la crítica y del público. Matrice es considerado como uno de los mejores álbumes franceses de aquellos años. Se venden 100.000 copias del álbum. 18 meses más tarde, Manset publica Revivre. La portada sobria contrasta con los temas tratados : los trópicos, los Indios, la Amazonia, etc. La canción que abre el disco, "Tristes tropiques" es una de las mejores junto a la canción que le da su nombre al álbum.
En 1994 publica un nuevo relato titulado Wisut Kasat.
En 1994 saca su nuevo álbum La Vallée de la Paix, el decimoquinto de su carrera. La portada es muy coloreada, casi psiquedélica. Manset lo describe como un álbum positivo y busca alejarse de su imagen triste.

### Reconocimiento
En 1996, sale el homenaje que le hacen otros artistas, Route Manset. El proyecto llevado a cabo por el productor Yves Bigot está ilustrado con un dibujo de Enki Bilal, e incluye las interpretaciones de Dick Annegarn, Salif Keïta, Cheb Mami, Brigitte Fontaine, Alain Bashung, Pierre Schott, Jean-Louis Murat, Francis Cabrel y Françoise Hardy.
En 1998, Manset publica un nuevo álbum titulado Jadis et naguère. '"Comme le buvard boit l'encre" es la canción que sale en sencillo. Para promocionarlo, Manset se limita a dar unas cuantas entrevistas en la prensa escrita. No aparece en televisión desde hace mucho tiempo y no da conciertos. Declara : "Me parece impúdico, ridículo de cantar ante el público."
El año siguiente, Manset supervisa la publicación de cuatro dobles CD de reediciones. También saca un Best of.
De febrero a marzo del 2000, la galería >auteurs acogió la exposición de fotos La vallée de la paix. El libro 72 heures à Angkor sale en mayo de 2000 (éditions Les Belles Lettres), seguido por una nueva exposición de fotos : Gérard Manset, De Siem Reap à Khajuraho.
Los años siguientes ven el resurgir del autor-compositor y del productor. Después de su contribución en el álbum À la légère de Jane Birkin, en el cual firma dos títulos : Voyage au bout de la nuit y Et si tout était faux, compone una canción para el álbum de Indochine Paradize, "La nuit des fées" ; participa en el primer álbum de il a participé au premier disque de Raphael (Hôtel de l'Univers), y también en el segundo álbum del mismo cantante (La Réalité) para el cual escribe los textos de "La mémoire des jours" y "Être Rimbaud". Por la misma época, le escribe la canción "Je jouais sous un banc" a Juliette Gréco para el álbum Aimez-vous les uns les autres ou bien disparaissez. 
En marzo de 2004, Manset publica un nuevo álbum titulado Le Langage oublié, su primer álbum grabado totalmente de forma numérica. En una entrevista en la radio, Gérard Manset dice considerarse como un "ser de rechazo y de fracaso."
Participa en el tercer álbum de Raphael, Caravane, publicado en marzo de 2005, del cual escribe el texto de "Peut-être a-t-il rêvé".
En abril de 2006, Manset publica un nuevo álbum titulado Obok compuesto de nueve canciones "escritas para la escena". Junto a Raphael, escribe la canción "Comme l'eau se souvient" para Florent Pagny (álbum Abracadabra). Por primera vez en muchos años, Manset acepta que se publique una foto de él en la revista Paris-Match y anuncia que está ensayando para una posible gira en 2007. Dicha gira nunca tuvo lugar.
En 2006, es citado en la canción de Renaud, "Les Bobos".
En 2008, Manset participa en la escritura de tres canciones del álbum Bleu pétrole de Alain Bashung, que además graba una versión de "Il voyage en solitaire" para ese álbum. Entre las canciones, figura el tema "Comme un Lego", que Manset canta unos cuantos meses más tarde en su álbum Manitoba ne répond plus, publicado en septiembre. También en 2008, el álbum Où s'en vont les avions de Julien Clerc contiene dos canciones escritas por Gérard Manset : "Une petite fée" y "Frère, elle n'en avait pas".
En 2009, Dominique A, en su disco Kick Peplum E.P., publica una canción titulada "Manset".
En 2010, Manset participa en el quinto álbum de Raphael, Pacific 231, escribiendo la letra de la canción "Manteau Jaune".
En 2011, escribe la letra de dos canciones del álbum La claque de Axelle Red, "La liberté c'est quoi" y "Une maison dans le secret". El mismo año, escribe la letra de tres canciones de Julien Clerc para el álbum Fou, peut-être : "Le père dit à son fils", "Sur la plage, une enfant" y "Je suis un grand cygne blanc".
En 2012, escribe la canción "On dit le temps" para el álbum Kan An Tevenn de Gwennyn y del guitarrista Patrice Marzin. El álbum gana el "Grand prix du disque du Télégramme".
El mismo año, su canción "Revivre" (1991) hace parte de la banda sonora original de la película Holy Motors de Leos Carax, presentada en el Festival de Cannes.
Manset continúa en paralelo sus exposiciones de fotografías ("Journées ensoleillées").
En 2013, sale el álbum de Axel Bauer Peaux de serpent al cual ha participado Manset.
En enero de 2014, recibe por parte del Estado francés el Orden de las Artes y las Letras.
Después de una colaboración de casi cuarenta años con la discográfica EMI, y 19 álbumes publicados, Gérard Manset publica en Warner su nuevo álbum el 28 de abril de 2014, Un Oiseau s'est posé : un doble álbum que revisita algunas de sus antiguas canciones junto a invitados en cinco de los dieciocho temas, con dEUS, Axel Bauer, Mark Lanegan, Paul Breslin y Raphael.
En abril de 2016, Gérard Manset publica el álbum Opération Aphrodite que mezcla textos del escritor Pierre Louÿs con textos propios. Chloé Stéfani participa en el álbum.
En noviembre de 2016, Manset publica un estuche de 19 CD titulado Mansetlandia que reúne casi toda su obra musical.
En septiembre de 2018 publica su álbum número 22 bajo el título A bord du Blossom, homenaje a los navegantes del pasado.

## El misterio Manset
El aura de misterio que envuelve Gérard Manset nace de la rareza de sus apariciones mediáticas, del hecho que nunca ha dado conciertos (nunca ha tocado en público) y, sobre todo, del carácter fuera de las modas, sin compromiso, peculiar y poético de su obra. La Mort d'Orion, o CAESAR, obra sinfónica de corta duración en latín (extractos de La Guerra de las Galias), edición limitada a cien copias. También existe una versión en francés de CAESAR. Estas producciones son reveladoras del lugar especial de Manset dentro del paisaje musical francés.

## Discografía

### Álbumes
- 1968-1970: Cinq 45 tours
- 1968: Gérard Manset (primer álbum)
- 1970: La Mort d'Orion
- 1971: Manset 1968 (reedición del primer álbum con algunas modificaciones)
- 1972: Manset
- 1975: Manset
- 1976: Rien à raconter
- 1978: 2870
- 1979: Royaume de Siam
- 1981: L'atelier du crabe
- 1981: Le train du soir
- 1982: Comme un guerrier
- 1984: Lumières
- 1985: Prisonnier de l'inutile
- 1989: Matrice
- 1991: Revivre
- 1994: La vallée de la paix
- 1998: Jadis et naguère
- 2004: Le Langage oublié
- 2006: Obok
- 2008: Manitoba ne répond plus
- 2014: Un oiseau s'est posé
- 2016: Opération Aphrodite
- 2018: A bord du Blossom
- 2022: Le crabe aux pinces d'homme
- 2024: L'algue bleue

| Año  | Álbum                   | Posiciones |
| Año  | Álbum                   | FR         |
| ---- | ----------------------- | ---------- |
| 1998 | Jadis et naguère        | 24         |
| 2004 | Le Langage oublié       | 14         |
| 2006 | Obok                    | 15         |
| 2008 | Manitoba ne répond plus | 18         |
| 2014 | Un oiseau s'est posé    | 8          |

## Escritos y notas de viaje
- 1987: Royaume de Siam. Éditions Aubier
- 1987: Chambres d'Asie. Éditions Aubier
- 1994: Wisut kasat. Éditions Les Belles Lettres
- 1994: Aquí te espero. Éditions Les Belles Lettres
- 2000: 72 heures à Angkor. Éditions Les Belles Lettres
- 2007: Les Petites Bottes vertes. Éditions Gallimard
- 2008: À la poursuite du Facteur Cheval. Éditions Gallimard
- 2011: Visage d'un dieu inca, relato sobre Alain Bashung, Éditions Gallimard
- 2011: Journées ensoleillées. Éditions Favre
- 2012: La terre endormie. Filigranes Editions
- 2012: Abbaye de Fontevraud. Éditions Abbaye de Fontevraud
- 2012: Bruxelles. Éditions Zanpano
- 2015: Ephémere - Francofolies 1987 et 2014 (Fotos) Editions Filigranes
- 2018: Cupidon de la nuit. Novela. Editions Albin Michel

Obras colectivas
- 2013: Oh ce sera beau. Éditions Zanpano (texto y dibujos).